# الرضوي
الرضوي أو العائلة الرضوية هي فرع من السادة الموسويين، تنتسب إلى علي الرضا بن موسى الكاظم، ثامن أئمة الشيعة، وتُعد من العائلات العلوية التي تفرعت من آل البيت ولعبت أدوارًا مهمة دينيًا واجتماعيًا وثقافيًا. تنتشر العائلة في عدد من الدول الإسلامية خصوصًا العراق وإيران والهند وباكستان، وتتميز بتاريخ علمي واجتماعي طويل في الحوزات والمراكز الدينية.

## نسب العائلة
ينحدر الرضويون من الإمام موسى الكاظم، عبر ابنه الإمام علي الرضا، وقد استقر قسم من ذريته في خراسان، وأدى ذلك إلى انتشارهم في مناطق إيران ومنها إلى بقية العالم الإسلامي. 

## الانتشار الجغرافي
استقر العديد من أفراد العائلة في العراق، في مناطق النجف وكربلاء وسامراء، كما استوطن بعضهم مشهد حيث مرقد الإمام الرضا، وقم مركز الحوزة العلمية، ثم هاجر بعضهم إلى الهند وباكستان واليمن وأسسوا فيها حواضر علمية ومساجد ومؤسسات دينية.

## الأهمية العلمية والدينية
برز من الرضويين شخصيات علمية ومراجع دين، وكان لهم دور بارز في النشاط الديني في النجف وقم ومشهد، وكذلك في شبه القارة الهندية، حيث أسهموا في نشر المذهب الجعفري، وأسّسوا المدارس الدينية والهيئات الثقافية والحسينيات.

## أعلام العائلة
من أبرز الشخصيات المعروفة التي تنتسب إلى العائلة الرضوية:
- سعيد أختر الرضوي – عالم وداعية شيعي هندي (1927–2002)، اشتهر بدوره في نشر التشيع في شبه القارة الهندية وشرق إفريقيا، أسّس وأدار «بعثة بلال الإسلامية» ولديه مؤلفات بعدة لغات.
- [[محمد حسن الرضوي]] – فقيه ومدرس شيعي هندي–إيراني، هاجر إلى العراق (كربلاء والنّجف)، ثم رجع إلى الهند، له تأثير علمي واضح عبر تدريس سلسلة طلاب منهم تلاميذ كبار في الحوزة.
- محمد الرضوي - عالم إسلامي هندي كندي، ومؤلف، ومتحدث. يشغل منصب الإمام الأكبر لمركز الجالية الجعفرية في تورونتو، ويشرف على أنشطته الدينية والتعليمية.

## مساهمات اجتماعية
ساهم أفراد العائلة في تأسيس مراكز تعليمية وخيرية ودينية، منها مدرسة الرضوي في الهند، ومؤسسات دينية في اليمن والعراق وإيران، وشاركوا بفعالية في إحياء الشعائر الحسينية والمناسبات الإسلامية في مناطق انتشارهم.